# 瓦科拉夫·普羅哈斯卡
瓦科拉夫·普羅哈斯卡（1984年5月8日—）是一位捷克足球運動員。在場上的位置是中後衛。他現在效力於捷克足球甲級聯賽球隊奧斯泰華巴尼克。他也代表捷克國家足球隊參賽。

## 榮譽

### 球會
柏辛域陀尼亞
- 捷克足球甲級聯賽: 2012–13